# Château de Neuville (Teillet-Argenty)
Pour les articles homonymes, voir Château de Neuville.
Le château de Neuville   est un château situé à Teillet-Argenty, en France.

## Localisation
Le château est situé sur la commune de Teillet-Argenty, dans le département de l'Allier, en région Auvergne-Rhône-Alpes. 

## Description
Le château le plus récent, bâti vers 1840 par les Bosredon, utilise la brique, ce qui lui donne un cachet peu commun dans la région. Le vieux château, situé à proximité, édifié aux XVIe siècle et XVIIe siècle, est une bâtisse à étage et toit à quatre pans ; il était complété à l’arrière par deux ailes latérales aujourd’hui disparues.

## Historique
Le château de Neuville joua un rôle important dans l’histoire du Bourbonnais ducal. En 1523, Hugues, fils puiné se retira hors du royaume de France, avec le connétable. François 1er fit abattre les maisons de Neuville et de Montbardon et saisir tous les biens. Le manoir actuel a sans doute été édifié sur celui que le roi fit détruire[source insuffisante]. 